# Policijska akademija 3: Ponovno u školi
Policijska akademija 3 (engleski: Police Academy 3: Back in Training), američka filmska komedija iz 1986. godine. Prijevodi na hrvatski jezik drugog dijela naslova varirali su: Ponovno u školi, Ponovno na obuci, Natrag na obuku. Treći iz franšize Policijske akademije. Ostvario je izvrstan financijski rezultat usprkos negativnim recenzijama, a na kraju je dobio nagradu Zlatni zaslon (eng. Golden Screen).

## Sažetak
Zbog rezanja troškova država ne može financirati dvije usporedne policijske akademije te će jednu ukinuti. Lassard je uvjeren da će njegova akademija opstati, premda je tekući naraštaj skupina najnespretnijih šeprtlja koji ne poznaju stegu. S druge strane stoji suvremeno učilište s pitomrcima atletskih sposobnosti. Mahoney i družine vide da je Lassard u nevolji i dolaze mu pomoći.